# Euphoresia warriensis
Euphoresia warriensis är en skalbaggsart som beskrevs av Brenske 1901. Euphoresia warriensis ingår i släktet Euphoresia och familjen Melolonthidae. Inga underarter finns listade i Catalogue of Life.